# Serjania fluminensis
Serjania fluminensis är en kinesträdsväxtart som beskrevs av P. Acevedo-rodríguez. Serjania fluminensis ingår i släktet Serjania och familjen kinesträdsväxter. Inga underarter finns listade i Catalogue of Life.